# Amador Fernández
Amador Fernández Montes (La Invernal, San Martín del Rey Aurelio, 1894 - La Paz, México, 1960) fue un sindicalista español, de participación destacada en Revolución de octubre de 1934, conocido popularmente como "Amadorín". Fue presidente del Sindicato de los Obreros Mineros de Asturias y diputado por Oviedo durante la II República, en las elecciones de 1931, 1933 y 1936. Fue miembro del Consejo soberano de Asturias y León.

## Biografía
De muy joven, empezó a trabajar de minero. En 1909 ingresó en las juventudes del PSOE y luego en el grupo organizador del SOMA, donde se formó, a la sombra de Manuel Llaneza. Fue administrador de la mina San Vicente, que el sindicato explotaba directamente. Tras morir Llaneza, asumió la presidencia del SOMA y con Belarmino Tomás y Ramón González Peña formaría el núcleo dirigente. Participó activamente en la preparación y desarrollo de la Revolución de octubre. Al sofocar el ejército la insurrección, se exilió en Francia, de donde regresó en 1936 para preparar las elecciones de febrero en las que salió elegido diputado del Frente Popular. También fue nombrado administrador del periódico socialista Avance. Al estallar la Guerra Civil, formó parte del Comité del Frente Popular de Asturias, encargándose de Interior y Justicia y, posteriormente, en el Consejo Interprovincial de Asturias y León, que en mayo de 1937 se autoproclamó soberano, siendo nombrado consejero de comercio y minas. Al entrar el ejército franquista en Asturias, en octubre de 1937, huyó a Francia, de donde pasó a México. Fe vocal del PSOE en el exilio y formó parte de la Comisión Permanente de las Cortes de la República. Falleció en 1960 en La Paz (Baja California), donde regentaba un hotel, en 1960.